# (7347) 1993 EW
(7347) 1993 EW es un asteroide perteneciente al cinturón de asteroides, región del sistema solar que se encuentra entre las órbitas de Marte y Júpiter.
Fue descubierto el 12 de marzo de 1993 por  Seiji Ueda y Hiroshi Kaneda desde Kushiro, Japón.

## Designación y nombre
Designado provisionalmente como 1993 EW.

## Características orbitales
(7347) 1993 EW está situado a una distancia media del Sol de 3,094 ua, pudiendo alejarse hasta 3,440 ua y acercarse hasta 2,748 ua. Su excentricidad es 0,112 y la inclinación orbital 0,501 grados. Emplea 1987,66 días en completar una órbita alrededor del Sol.
Pertenece a la familia de asteroides de (24) Themis.
Las próximas aproximaciones a la órbita de Júpiter ocurrirán el 11 de mayo de 2023, el 11 de marzo de 2083 y el 20 de noviembre de 2092.

## Características físicas
La magnitud absoluta de (7347) 1993 EW es 13,30. Tiene 13,057 km de diámetro y su albedo se estima en 0,049.